# Schapenboet

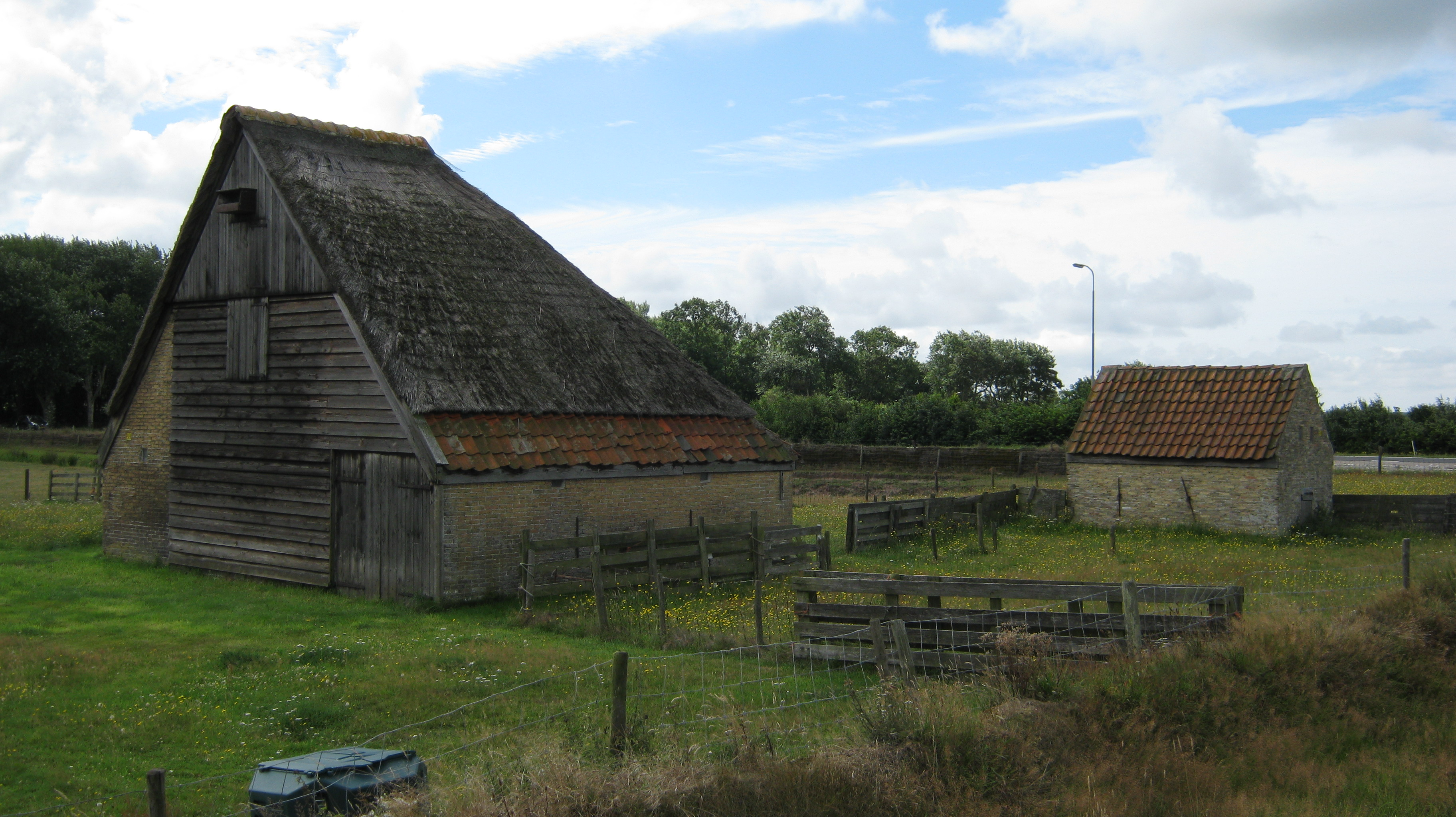
Ein typischer Schapenboet auf Texel

Eine Schapenboet (deutsch Schafscheune) ist eine besondere Scheunenart, die auf der niederländischen Insel Texel vorkommt.

## Architektur
Die Gebäude zeichnen sich durch ihre charakteristische Form des Daches aus. Im Gegensatz zu den meisten Dächern besteht das Dach nicht aus zwei (Satteldach) oder vier (Zeltdach) Flächen. Die drei Dachseiten sind nach Norden, Westen und Süden ausgerichtet, um dem Westwind am besten zu widerstehen. Die Dächer sind unterschiedlich gedeckt. Einige haben ein Ziegeldach, andere ein Reetdach, wieder andere eine Kombination aus beidem. Die Größe variiert je nach Ausführung, ist aber im Großen und Ganzen ähnlich. Bei einigen Ausführungen ist der Dachfirst nicht parallel zum Boden, sondern von Westen nach Osten ansteigend gebaut. Viele Gebäude wurden im 19. Jahrhundert errichtet.

## Nutzung
Um die Bewirtschaftung von Agrarflächen zu erleichtern, die etwas weiter vom Wohnort der Bauern entfernt waren, bauten die Bauern auf Texel die kleinen Zusatzscheunen. Die Schapenboeten dienen den Bauern als Scheune und Garage zugleich, zum Lagern von Heu und Unterstellen von Arbeitsgeräten. Die Ostseite der Gebäude dient Schafen als Schutz vor Wind und Wetter. Heute werden von den etwa 50 Schapenboeten auf Texel nur noch wenige für ihren ursprünglichen Zweck benutzt. Viele Bauern lassen ihre Gebäude verfallen. Einige der Scheunen sind jedoch denkmalgeschützt und befinden sich in einem guten Zustand und werden zum Teil mit öffentlichen Mitteln instand gehalten.
Ein Schapenboet ist der Öffentlichkeit zugänglich. Es befindet sich nahe dem Ort Den Hoorn und ist kostenfrei zu besichtigen 53° 1′ 42,6″ N, 4° 44′ 35,3″ O.

## Galerie

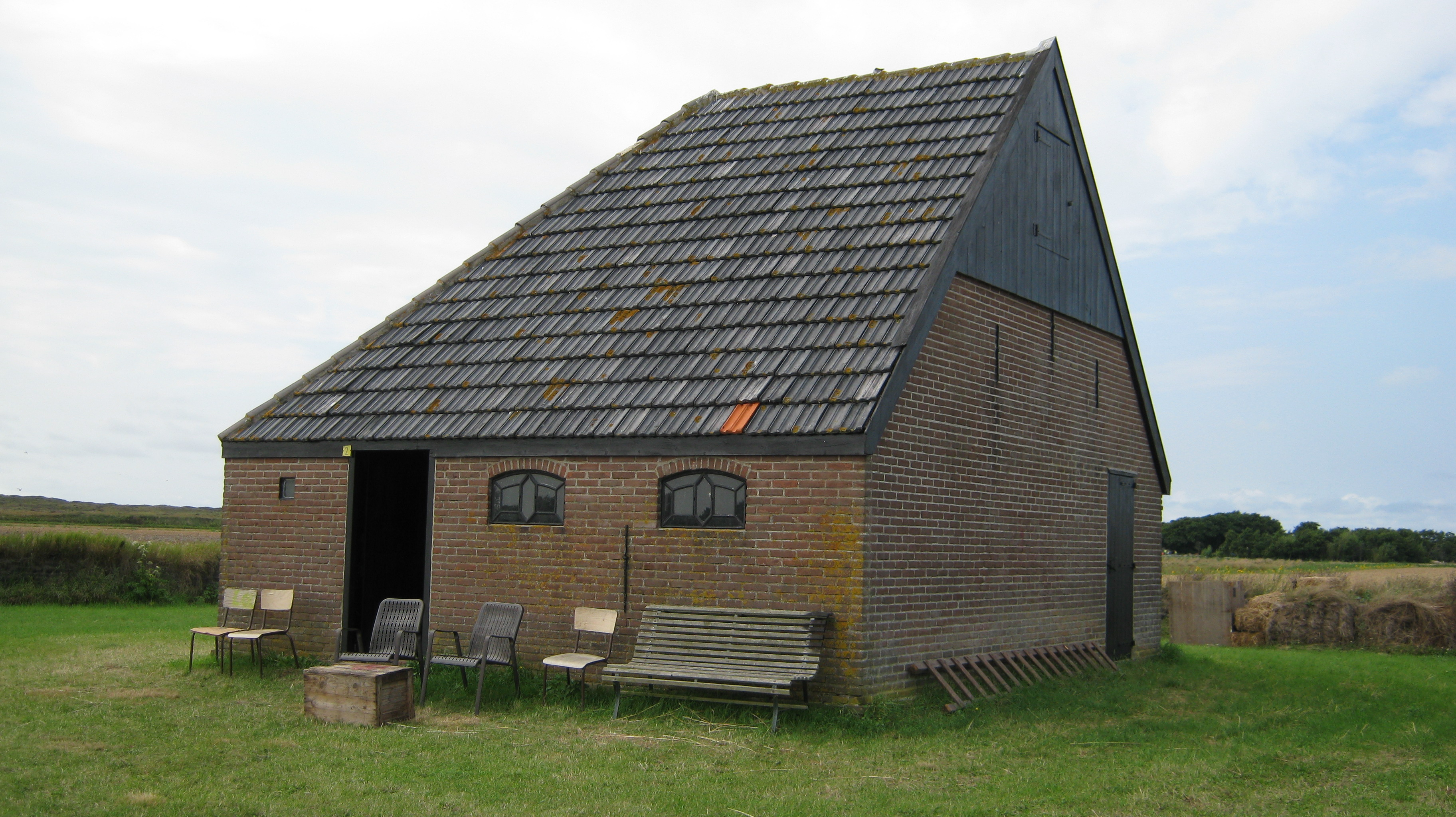
Schapenboeten bei Den Hoorn von 1903
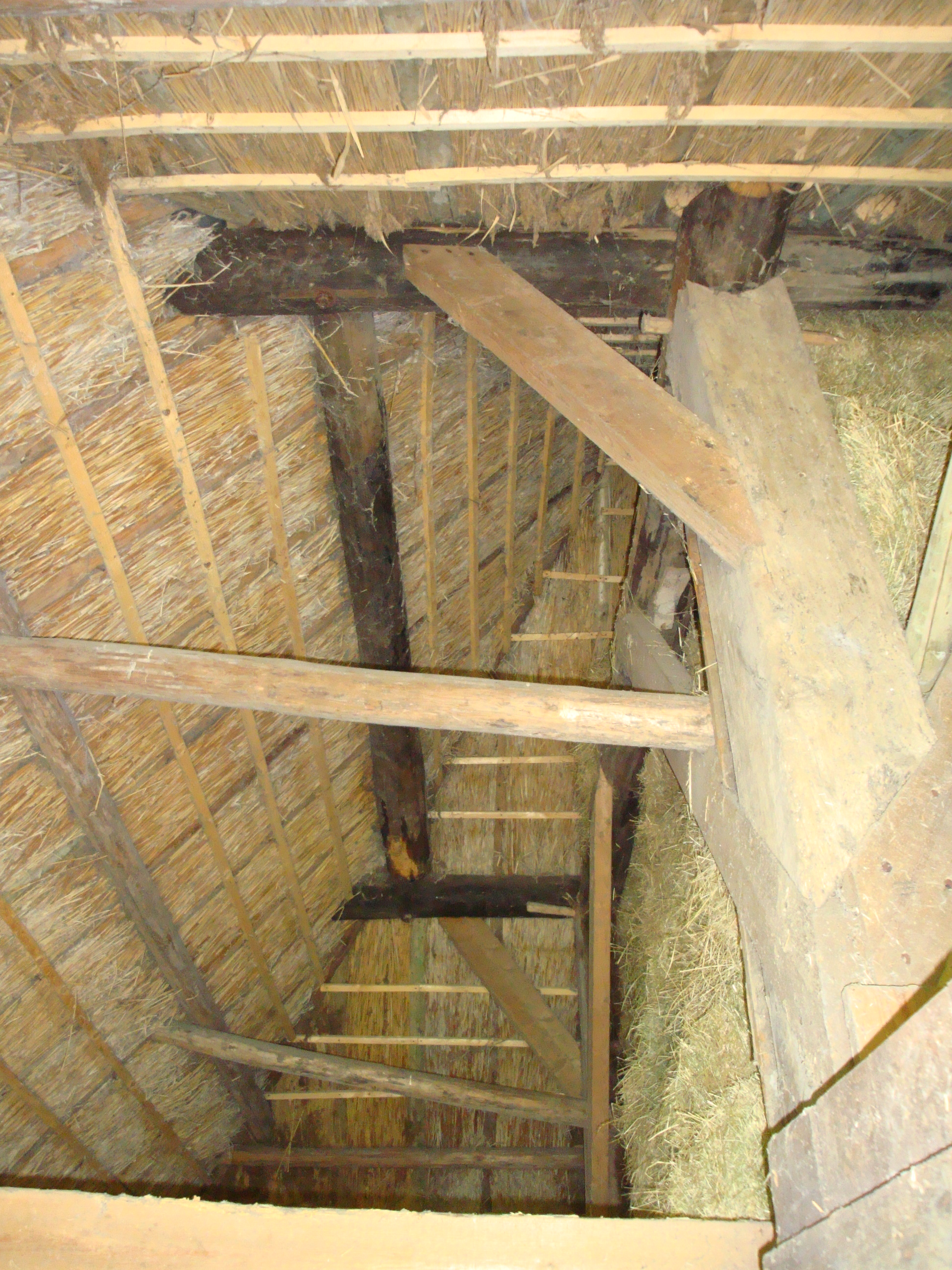
Blick in den mit Stroh gefüllten Dachboden eines Schapenboet
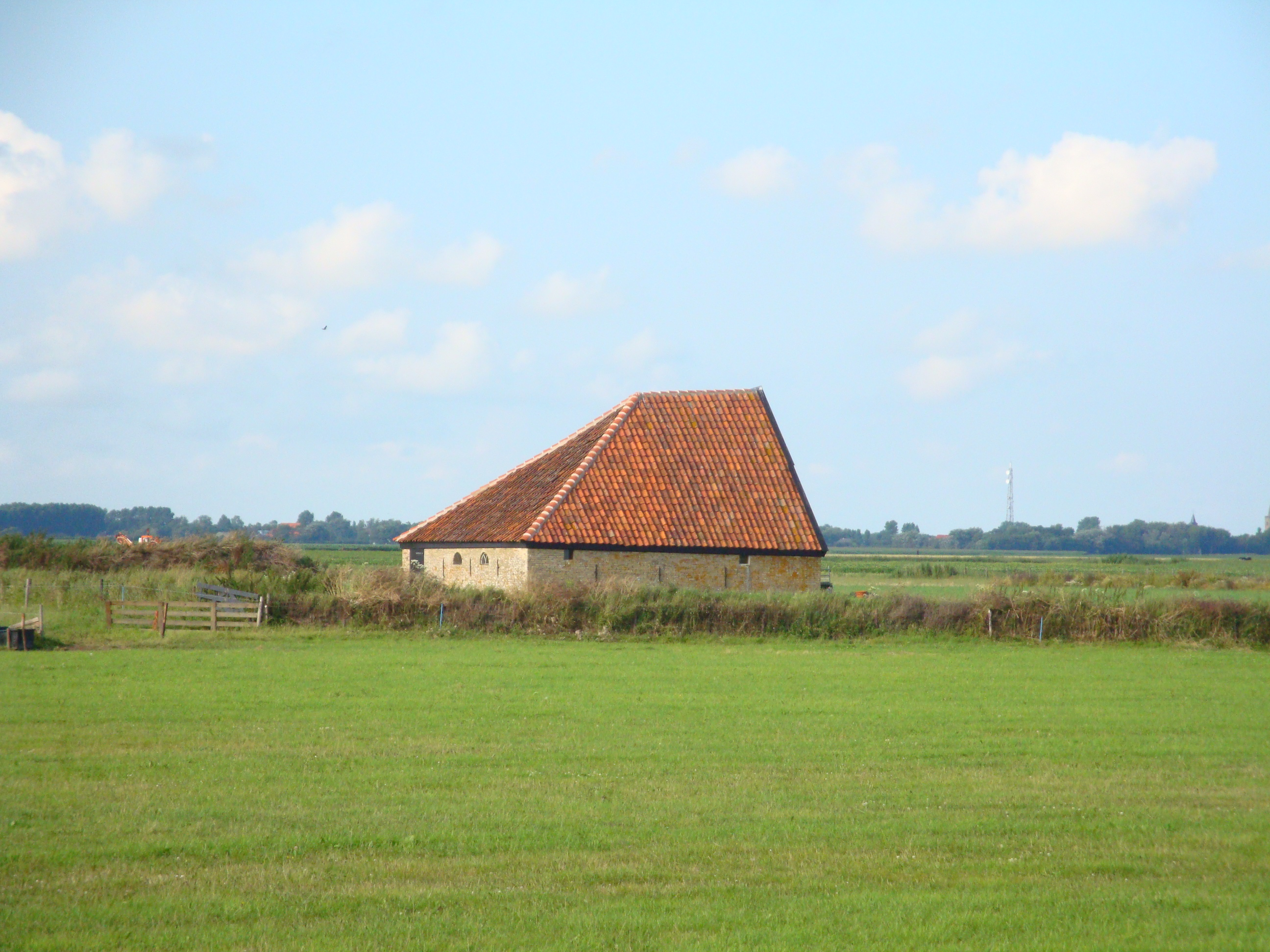
Schapenboet mit ansteigendem Dachfirst 53° 1′ 42,3″ N, 4° 46′ 3,1″ O
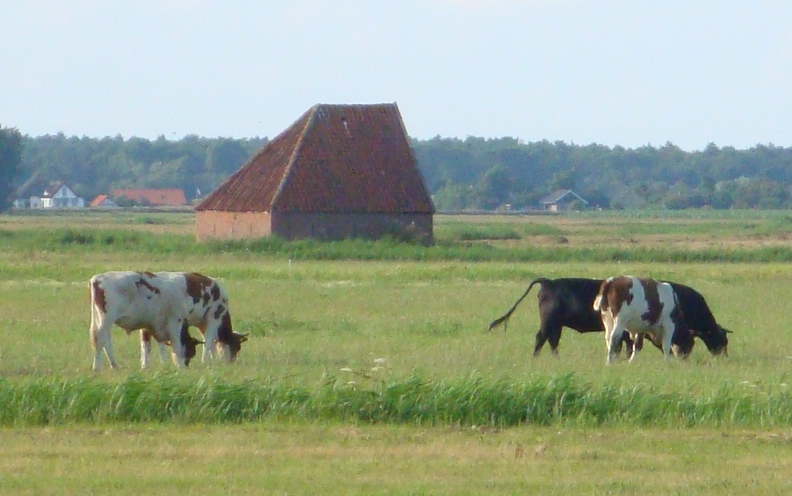
Schapenboet mit Kühen im Vordergrund 53° 1′ 52,1″ N, 4° 45′ 52,6″ O